# فرانك كورادو
فرانك كورادو هو لاعب هوكي الجليد كندي، ولد في 26 مارس 1993 في تورونتو في كندا.

## وصلات خارجية
- فرانك كورادو على موقع دوري الهوكي الوطني (الإنجليزية)
- فرانك كورادو على موقع EliteProspects.com (الإنجليزية)
- فرانك كورادو على موقع Eurohockey.com (الإنجليزية)
- فرانك كورادو على موقع HockeyDB.com (الإنجليزية)
- فرانك كورادو على موقع Hockey-Reference.com (الإنجليزية)